# 한국생활체육협회
한국생활체육협회는 대한민국의 체육 지도자 양성 및 체육 관련 교육을 목적으로 하는 협회이다.